# Cees Molenaar
Cornelis "Cees" Molenaar (Koog aan de Zaan, 16 juni 1928 – Houston, 23 juli 1979) was een Nederlands voetballer, ondernemer en sportbestuurder. Molenaar voetbalde voor KFC en was samen met zijn broer Klaas Molenaar de oprichter van de bedrijven Electro Zaan en Wastora. De broers Molenaar waren verder sponsor en bestuurslid van de voetbalclubs KFC, FC Zaanstreek en AZ '67.

## Loopbaan
Cees Molenaar debuteerde in 1947 in het eerste elftal van KFC, waar zijn zeven jaar oudere broer Klaas destijds al voor speelde. Klaas Molenaar speelde in de aanval, Cees Molenaar in de verdediging. Tussen 1947 en 1965 kwam hij tot 444 wedstrijden voor achtereenvolgens KFC en Zaanstreek. Hij maakte de overgang naar het betaald voetbal mee, hoewel hij zelf op amateurbasis voor zijn clubs uitkwam. Tussen 1961 en 1964 kwam hij zeven keer uit voor het Nederlands amateurvoetbalelftal, waarvan hij aanvoerder was.
Naast zijn voetballoopbaan waren de gebroeders Molenaar als ondernemer actief. In 1948 startten ze het bedrijf Electro Zaan, waarmee ze elektronische apparaten aan de deur verkochten. In 1953 werd aan de Westzijde in Zaandam de winkel Wastora geopend. Het bedrijf had in de jaren 50 veel succes met het op de markt brengen van de goedkope Bico-wasmachines. In ruil voor reclame voor de wasmachines werd KFC met een ton gesteund. Nadat beiden hun voetballoopbaan hadden beëindigd en KFC was opgegaan in de nieuwe profclub FC Zaanstreek, werd deze fusieclub gesteund.
Na de fusie van FC Zaanstreek en Alkmaar '54 in AZ '67 in 1967, waren de broers Molenaar geldschieters en bestuursleden van deze club. Klaas Molenaar trad daarbij meer op de voorgrond dan zijn broer Cees. Vanaf januari 1972 werd er vanuit Wastora veel geld gestoken in AZ en hadden de gebroeders Molenaar het voor het zeggen binnen de club. AZ '67 promoveerde naar de Eredivisie en stootte in een paar jaar door naar de top 5. In 1978, 1981 en 1982 werd de KNVB beker gewonnen en in 1981 het landskampioenschap. In 1981 werd tevens de finale van de UEFA Cup bereikt.
Cees Molenaar maakte dit niet meer mee. Hij overleed in 1979 op 51-jarige leeftijd in Houston, waar hij door specialisten behandeld werd aan een bloedziekte. Hij werd begraven op de Algemene Begraafplaats in Laren.

## Privéleven
Hij was getrouwd met Rina Molenaar die in juni 2020 op 88-jarige leeftijd overleed. Zijn dochter Marleen is voetbalster, oud international van Oranje en sportbestuurster.

## Carrièrestatistieken
| Seizoen         | Club            | Land            | Competitie       | Competitie | Competitie | Beker | Beker | Internationaal | Internationaal | Overig | Overig | Totaal | Totaal |
| Seizoen         | Club            | Land            | Competitie       | Wed.       | Dlp.       | Wed.  | Dlp.  | Wed.           | Dlp.           | Wed.   | Dlp.   | Wed.   | Dlp.   |
| --------------- | --------------- | --------------- | ---------------- | ---------- | ---------- | ----- | ----- | -------------- | -------------- | ------ | ------ | ------ | ------ |
| 1955/56         | KFC             | Nederland       | Eerste klasse C  | –          | 1          | –     | –     | 0              | 0              | 0      | 0      | –      | 1      |
| 1956/57         | KFC             | Nederland       | Eerste divisie A | –          | –          | –     | 0     | 0              | 0              | 0      | 0      | –      | –      |
| 1957/58         | KFC             | Nederland       | Eerste divisie B | –          | –          | –     | 0     | 0              | 0              | 0      | 0      | –      | –      |
| 1958/59         | KFC             | Nederland       | Eerste divisie B | –          | –          | –     | 0     | 0              | 0              | 0      | 0      | –      | –      |
| 1959/60         | KFC             | Nederland       | Eerste divisie A | –          | –          | –     | –     | 0              | 0              | 0      | 0      | –      | –      |
| 1960/61         | KFC             | Nederland       | Eerste divisie A | –          | –          | –     | 0     | 0              | 0              | 0      | 0      | –      | –      |
| 1961/62         | KFC             | Nederland       | Eerste divisie A | –          | –          | –     | 0     | 0              | 0              | 0      | 0      | –      | –      |
| 1962/63         | KFC             | Nederland       | Tweede divisie A | –          | 8          | –     | 0     | 0              | 0              | 0      | 0      | –      | 8      |
| 1963/64         | KFC             | Nederland       | Tweede divisie A | –          | 3          | –     | 0     | 0              | 0              | 0      | 0      | –      | 3      |
| 1964/65         | FC Zaanstreek   | Nederland       | Tweede divisie A | –          | 1          | –     | 0     | 0              | 0              | 0      | 0      | –      | 1      |
| Carrière totaal | Carrière totaal | Carrière totaal | Carrière totaal  | –          | –          | –     | 0     | 0              | 0              | 0      | 0      | –      | –      |

## Erelijst
KFC
| Nationaal       |    |         |
| Eerste klasse C | 1x | 1955/56 |